# آتشيه
آتشه دار السلام أو آچيه هي إحدى الأقاليم الخاصة (دائرة إستميوة) في إندونسيا. تلقب بشرفات مكة، ويقصدها المسلمون المالايو للتطهر قبل السفر للحج بمكة، ومن ذلك جاء اللقب.
في ديسمبر 2004 ضرب زلزال قوي شواطئ آتشيه الغربية مما أدي إلى حدوث تسونامي هائل علي سواحل الدول المطلة على المحيط الهندي. تحملت آتشيه الجزء الأكبر من التسونامي مما أدي إلى مقتل أكثر من 238,000 من سكانها (أي نحو 6% من السكان).

## دخول الإسلام إلى آتشيه

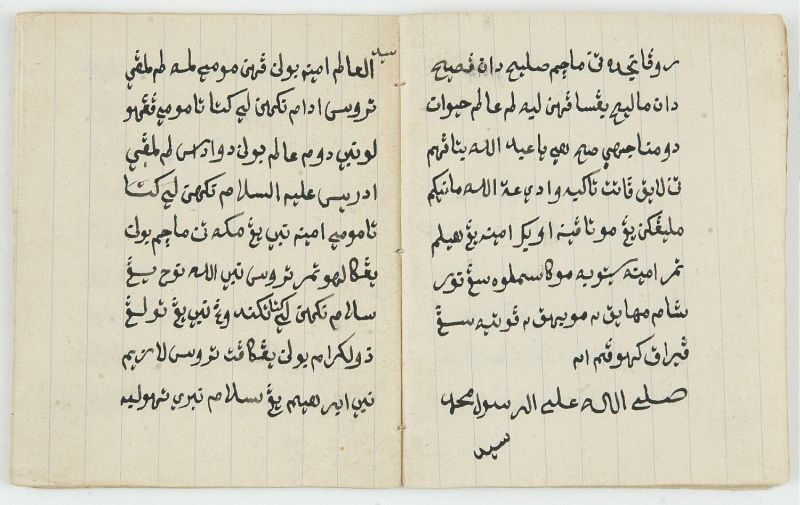
مخطوط باللغة الجاوية
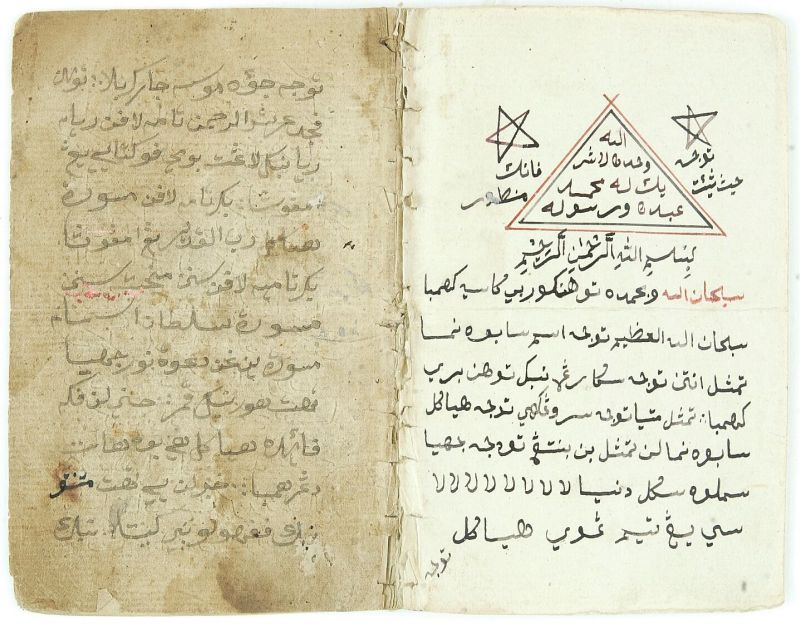
عن الإسلام

تعد آتشيه أول منطقة دخل إليها الإسلام في إندونيسيا. وقد اختلف المؤرخون في تحديد وقت دخول الإسلام إلى آتشيه كما اختلفوا في الطرق التي جاء منها الإسلام إلى أتشيه. تدل الآثار التاريخية إلى أن الإسلام قد انتشر في آتشيه منذ القرن الثالث من الهجرة. هناك ثلاث نظريات حول طريق دخول الإسلام إلى آتشيه. الأولى أن الإسلام جاء إلى آتشيه عن طريق تجار غوجارات، الهند, والثانية تقول إنه جاء من الفرس والآخرة تقول إنه جاء مباشرة من العرب عن طريق بعثة الخليفة.

## السياسة
الحكومة المحلية الآتشية لها حق تشكيل نظام قضائي مستقل، كما شرّعت تلك الحكومة الآتشية عام 2003 الشريعة الإسلامية كالمصدر الأول للتشريع لديها. وتُطبق عقوبة الجلد أو الضرب بالعصي على المدانين بالزنا أوالمثلية الجنسية أو لعب القمار.

### المطالبة بالانفصال
تطالب آتشيه بالانفصال عن إندونسيا. وتدور مفاوضات بين حكومة جاكرتا والمتمردين من حركة آتشيه الحرة (Gerakan Aceh Merdeka - GAM) التي تطالب بالانفصال منذ عام 1979.

## الاقتصاد
أهم الموراد الاقتصادية هي البترول وتستخرجه شركة شل البريطانية الهولندية.

## محافظ آتشيه

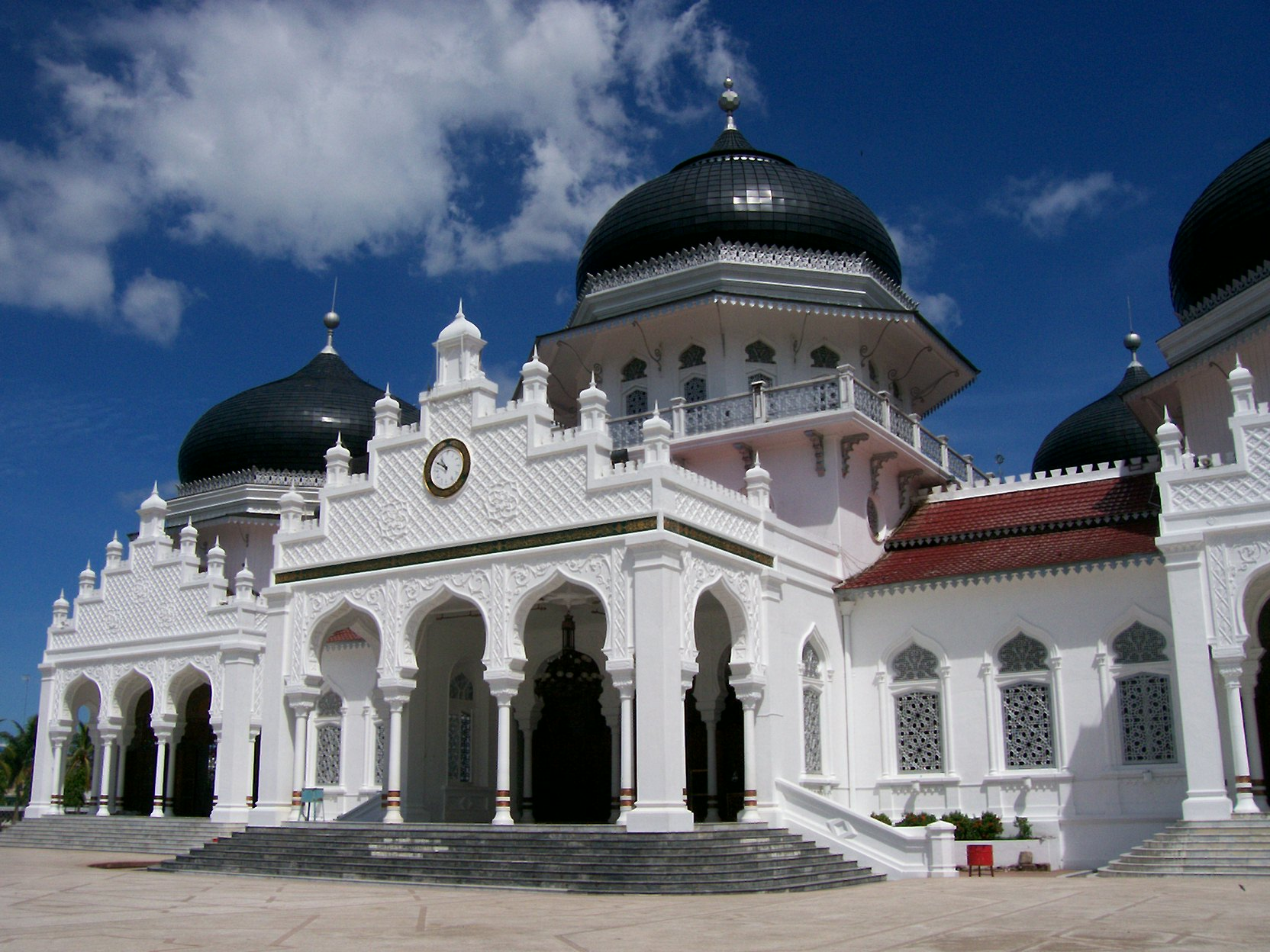
جامع بيت الرحمن

- عبد الله مذكر ولد (1967-1978)
- عبد المجيد إبراهيم (1978-1981)
- الحج إيدي سبرا (1981)
- هادي طيب (1981-1986)
- إبراهيم حسن (1986-1993)
- شمس الدين محمود (1993-2000)
- رملي رضوان (2000)
- عبد الله بوتيه (2000-2004)
- أزور أبو بكر (2004-2005)
- مصطفى أبو بكر (2005-2007)
- إروندي يوسف (2007-2012)
- زيني عبد الله (2012- )

## جزر المقاطعة
وتشمل 199 جزيرة:
- جزر بانياك، وهي 99 جزيرة
  - جزيرة بالاي
  - جزيرة توانكو
- جزيرة لاسيا
- جزيرة ويه
- جزيرة سيمولو